# Radio Libertaire
Radio Libertaire, fondata nel 1981, è la stazione radio della Fédération anarchiste (FA). La radio non riceve alcun sussidio, ad eccezione del Fondo banda FM equalizzazione; vive grazie alla donazioni, alla vendita di "carte ascoltatore" e all'attività di volontariato dei suoi animatori, tra i quali va ricordato soprattutto il suo principale sostenitore che è stato il cantautore Léo Ferré.
Inizialmente, Radio Libertaire trasmetteva i suoi programmi solo a Parigi e nelle sue immediate vicinanze della banlieue parigina, tramite onde radio. Dal 2004, è stato trasmesso in tutto il mondo, grazie a streaming su internet.

## Storia
La creazione di Radio Libertaire è stata decisa all'unanimità, dopo lunghi dibattiti contraddittori, dal congresso federale del maggio 1981. Questa stazione radio non aveva ancora un nome, nessun nominativo, non un vero progetto, nessun host e, per il suo lancio, il budget modesto di 15 000 franchi francesi. L'uso della radio da parte degli anarchici come mezzo per diffondere le loro idee faceva parte di una lunga tradizione, come in 1921, quando la insorti di Kronstadt lanciò messaggi radio o in 1936, in Spagna, con Radio CNT-FAI ECN1. Ma soprattutto, nel 1981, il lancio di Radio Libertaire ha esteso le iniziative più recenti di partecipazione anarchica al movimento radio gratis in Francia alla fine degli anni'70, in particolare con Radio-Trottoir (in Toulon) e Radio-Alarme, i cui ospiti sono membri della federazione.

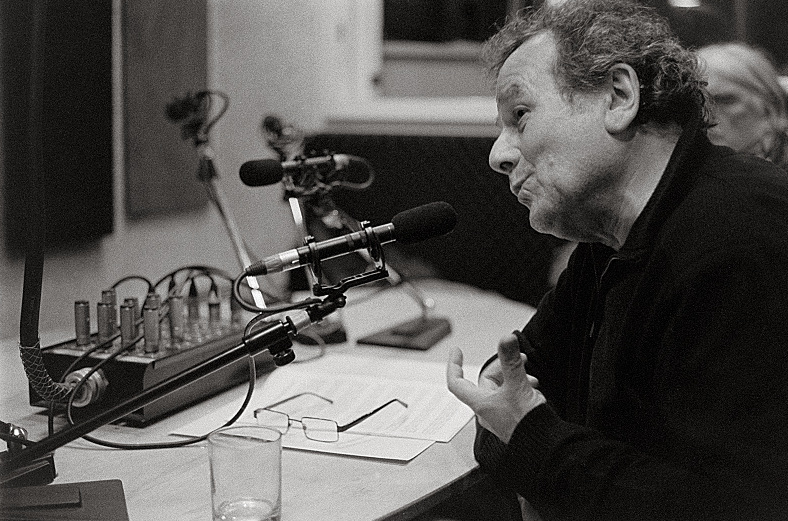
Studio de Radio Libertaire.

Le trasmissioni iniziano ufficialmente il 1º settembre 1981 alle 18:00 da una cantina di Montmartre in condizioni alquanto precarie: uno studio con un bric-a-brac di attrezzature per il recupero e una squadra di sei persone.
Il 28 agosto 1983, nell'ambito di una politica generale del governo francese che tende a porre fine al disordine delle emissioni della banda FM, CRS si sono presentate di fronte ai locali di Radio Libertaire, abbattere la porta e sequestrare il materiale. I facilitatori vengono colpiti e arrestati, cavo antenna e pilone vengono tagliati, nonostante la presenza di molti ascoltatori. Lo stesso pomeriggio, i sigilli apposti dalla polizia sulla porta dello studio furono strappati e iniziarono i lavori di riparazione. Il 3 settembre, una manifestazione ha riunito più di 5000 persone tra République e Barbès - Rochechouart. Radio Libertaire ha quindi ripreso le sue trasmissioni trasmessi in diretta da uno dei camion del suono dell'evento.
L'8 e il 9 ottobre, una trentina di artisti si sono esibiti in supporto, all'Espace Balard, quindi la sala più grande di Parigi di ben 7000 posti. Sono presenti molte associazioni (tra cui due sezioni del Partito 
socialista francese). Il 13 dicembre, Léo Ferré si esibisce, nello stesso posto, a sostegno. Di fronte a questa massiccia e costante mobilitazione, il potere cede. La frequenza 89.4 è definitivamente assegnata a Radio Libertaire.
Nel 2006, Radio Libertaire celebra il suo 25º | anniversario, il sito web specializzato www.RadioActu.com gli ha dedicato un articolo che riassume la sua storia.

## Identità culturale
L'identità culturale della stazione è stata costruita nel tempo. I primi presentatori portarono i loro dischi in studio e fecero conoscere artisti come Debronckart, Maurice Fanon,  Servat, Gribouille, Jonasz, Serge Utgé-Royo, Aurenche, Capart e molti altri.
Nel 1982 un'altra musica arrivò alla radio, spesso ascoltata in squat, ai margini del sistema: rock alternativo. Poi altra musica ha trovato il suo posto su Libertarian Radio: jazz, blues, folk, musica industriale, rap attraverso dello spettacolo Hip Hop del Réveil di sabato mattina 8:00-10:00, reggae e punk di tutti i tipi grazie all'impegno inerente a questo gioco inerente a questo movimento. Altri artisti hanno incontrato la radio, che ha aperto a molte forme espressive: fumetti, arti visive, teatro, letteratura, cinema, ecc.

## Identità politica
Mezzi espressivi per Federazione anarchica, Radio Libertaire ha comunque aperto i suoi microfoni ai sostenitori: CNT o altri sindacati, Libre Pensée, Union pacifiste, gli Esperanto-speaker, Lega per la difesa dei diritti umani... È stata nella presentazione della realtà quotidiana, delle lotte e degli incontri, che è stata creata l'apertura di Radio Libertaire verso il movimento sociale: lavoratori in sciopero, disoccupati, mal alloggiati, occupanti, anti-razzisti, ecologi, refrattari, esiliati... Sorgono crisi, e il lavoro quotidiano di Radio Libertaire è sconvolto dalle esigenze del momento.
Con il movimento studentesco del 1986 della Pantera Radio Libertaire diventa la radio del movimento: rapporti nelle strade, tavole rotonde in studio, antenna aperta per testimoniare la violenza della polizia.
Quando scoppiò la Guerra del Golfo, Radio Libertaire si posizionò come la stazione radio "anti-guerra", che, ora per ora, annunciava dimostrazioni, incontri, riunioni del comitato di quartiere, offrendo dibattiti e analisi. "La vie s' ecoule, la vie s' enfuit" ("La vita sfugge e scorre via"), inserita nell'album collettivo Pour en finir avec le travail di Raoul Vaneigem, canzone del 1974 
venne interpretata da un artista come Gilles Servat proprio nelle onde e nello studio di Radio Libertaire per protestare contro la guerra.

## Programmi

### Esempi di programmi
- Chronique-hebdo : analisi libertaria della notizia. Questo programma ha un sito web dedicato[5].
- Chroniques rebelles [6]: dibattiti, file e riunioni. Questo programma ha un sito web dedicato[7].
- Cronaca dell'Unione [8]: lotte e notizie sociali.
- Dalle pendici del Carmelo la vista è magnifica : trasmissione satirica[9]. Sito web dedicato[10].
- Black Holes : programma multi-tematico settimanale (lotte nucleari, sociali, alternative contadine, anarchismo, ecc.). Il sito[11] fornisce l'accesso agli archivi del programma.
- Cortocircuito : scene filosofiche. Martedì, trasmissione live settimanale, con ospiti della scena culturale.
- Lo senti, la quinta potenza? [12]: trasmissione settimanale di critica radicale dei mass-media (Controinformazione - propaganda, inventario, copertine di dimostrazioni, notizie, montaggi sonori), dal 2012 al 2018.
- Hôtel Paradoxe [13]: Poesia | Poesia sonora | Prestazioni | Testo improvvisato, letto, gridato | musica
- L'imbuto : critica di psichiatria. Pro antipsichiatria.
- Il meraviglioso mondo di lavoro  di unione della Confédération nationale du travail)[14].
- La filantropia del falegname [15]: invita e intervista a specialisti in varie materie, in genere intorno a società, storia, politica.
- Les amis de George Orwell: programma contro sorveglianza tecniche e sistemi di controllo personale (ex: sorveglianza elettronica)[16]. Questo programma ha un sito web dedicato[17].
- Les mangeux d'terre : trasmissione di ecologia sociale.
- Alzare i muri : notizie sulle lotte dei prigionieri.
- Radio Goliard [s] : programma di storia e storia popolare, Questo programma ha un sito web dedicato[18].
- ArtRacaille : l'artista nella società. Questo programma ha un sito Web dedicato[19].
- Bulles Noires : polare e comico
- Sciences en liberté : programma critico in particolare su scienza e biologia (sito web "Trous Noirs")[20].
- Bulles de Rêves : programma dedicato a cinema d'animazione[21].
- Donne libere : programma dedicato alle lotte delle donne, al diritto all'aborto, alla contraccezione, alla violenza e al dominio di cui sono vittime, ma anche alla creazione.
- Radio Esperanto : programma ospitato da SAT-Amikaro, utilizzando la lingua internazionale Esperanto, venerdì dalle 17.30 alle 19, sia come mezzo di comunicazione sia come tema per il problema.

### Esempi di programmi musicali
- Epsilonia  ( Unpedigreed Music  dal 1986): musica sperimentale, rumore, rock alternativo, musica improvvisata
- Le orecchie libere
- Hip Hop Awakening  (1996-2011 +).
- Sureshots  (2009-2011 +): Hip hop, reggae, dancehall.
- JazzLib '(Tra cani e lupi: ogni giovedì Ritratti di jazzisti, stili, strumenti, ospiti, dalle 20:30 alle 22:00.
- Nuits Off  ( Pop Music  dal 1988): Pop Rock, noise, alternative rock, pop folk & soul. Ogni altro sabato dalle ore 23 e fino all'alba.
- "Blues a piede libero".
- Wreck this past : cocktail di musica radicale
- Place Aux Fous : rock + vari (musica, disciplina dell'indisciplina). Ogni venerdì alle 13:00
- Beyond R.L. : rock, pop rock, folk, electro, alternative rock, rock progressivo. Il secondo venerdì del mese alle ore 21.

## Curiosità
- "Les Temps des cerises" di Jean-Baptiste Clément fu adottato come inno ufficiale di Radio Libertaire.
- Radio Libertaire ha dedicato una via di Parigi a Louise Michel.
- "Le Drapeau Noir" è la bandiera nera anarchica che venne scelta da Louise Michel e poi adottata anche come simbolo della Federazione anarchica di Parigi e di Radio Libertaire.